# Phức cảm

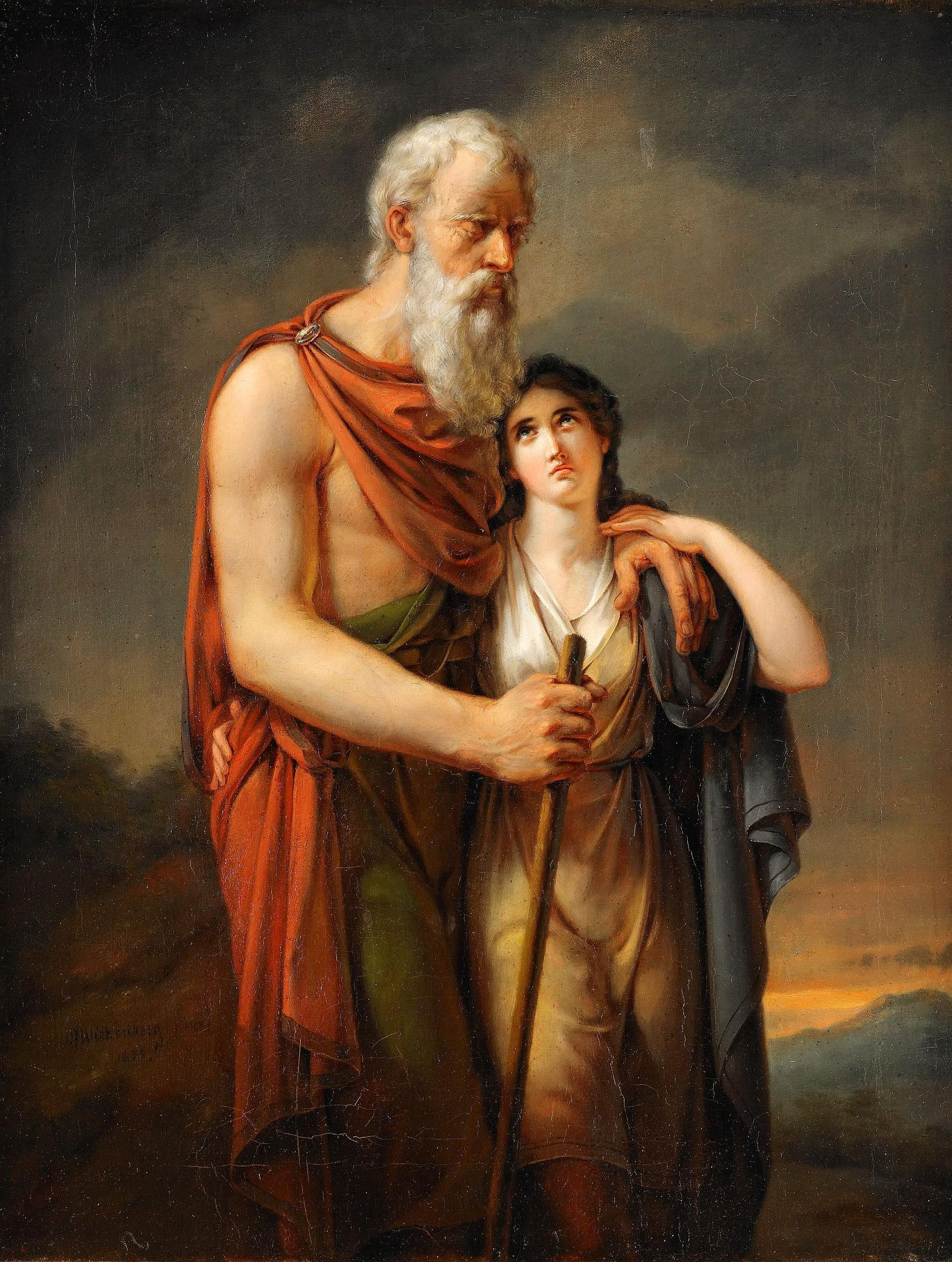
Hoạ phẩm về phức cảm Oedipus

Phức cảm (Complex) hay cảm xúc phức tạp là một tập hợp các cảm xúc, ký ức và ý tưởng bị kìm nén, được cấu trúc xoay quanh một chủ đề cảm xúc cụ thể. Khi bị kích hoạt, phức cảm hoạt động một cách tự trị và chi phối hành vi của con người. Trong phân tâm học, nó trái ngược với lý thuyết thúc đẩy. Theo nhà tâm thần học người Thụy Sĩ là Carl Jung thì phức cảm là một thuật ngữ nền tảng trong tâm lý học phân tích của ông. Phức cảm không chỉ là một cảm giác hay một nỗi ám ảnh đơn thuần mà là một cấu trúc phức tạp trong vô thức cá nhân và có liên hệ với mặt tối nội tâm của con người. Những nội dung này thường bị kìm nén hoặc tách rời khỏi ý thức và dẫn đến một "cá tính nhỏ"  bên trong con người. Theo Jung thì bản ngã có thể được coi là một phức cảm, chưa hoàn toàn hòa nhập với các phần khác của tâm thức (tức là siêu ngã và vô thức). Như Jung mô tả: "Tôi hiểu bản ngã là một phức hợp các ý tưởng tạo nên trung tâm của trường ý thức của tôi và dường như sở hữu mức độ liên tục và đồng nhất cao. Do đó, tôi cũng nói đến phức hợp bản ngã".

## Đại cương
Phức cảm là một cấu trúc trong vô thức được khách thể hóa như một chủ đề cơ bản giống như một quyền lực hoặc một địa vị xã hội bằng cách nhóm các cụm cảm xúc, ký ức, nhận thức và sự thỏa mãn ước muốn để đáp lại mối đe dọa đối với sự ổn định của bản thân. Một ví dụ về mặc cảm có thể như là nếu một người bị cụt chân khi còn nhỏ, điều này sẽ ảnh hưởng sâu sắc đến cuộc sống của người đó, ngay cả khi đã vượt qua được khuyết tật về thể chất. Người đó có thể có nhiều suy nghĩ, cảm xúc, ký ức, cảm giác tự ti, chiến thắng, cay đắng và quyết tâm tập trung vào khía cạnh đó của cuộc sống. Nếu những suy nghĩ này gây phiền toái và lan tỏa, Jung có thể nói rằng người đó có một "mặc cảm" về đôi chân. Một ví dụ khác là phức cảm Napoleon ở những người tự cảm thấy mình ít nam tính (thấp lùn), sẽ bù đắp những khuyết điểm bằng tính cách hung hăng, hay la hét, nói to, tìm kiếm sự chú ý và hăm hở chứng tỏ bản thân hoặc đầy tham vọng, quyền lực, thích chiến tranh và chinh phục. Thực tế của các phức cảm được chấp nhận rộng rãi trong lĩnh vực tâm lý học chiều sâu, một nhánh của tâm lý học khẳng định rằng phần lớn tính cách được xác định và chịu ảnh hưởng bởi các quá trình vô thức. Phức cảm thường bắt nguồn từ những trải nghiệm đau buồn, xung đột tâm lý, hoặc chấn động trong quá khứ mà người ta không thể hoặc không muốn đối diện. Những ký ức và cảm xúc này bị dồn nén xuống vô thức nhưng vẫn tiếp tục gây ảnh hưởng. Trong giao tiếp hàng ngày, chúng ta thường sử dụng "phức cảm" để chỉ một nỗi ám ảnh, chẳng hạn như "phức cảm tự ti" hay "phức cảm thượng đẳng", đây chính là các dạng phức hợp đã được Jung khám phá cũng như theo đúng định nghĩa của các nhà tâm lý học phương Tây như Alfred Adler và Carl Jung bắt đầu trở nên phổ biến hơn trong các tài liệu học thuật và truyền thông đại chúng.